# Malvina utan mörker
"Malvina utan mörker" är en sång av Ola Magnell från 1987. Den finns med på hans åttonde studioalbum Blå neon (1987) och utgavs även som singel i februari 1987.
Låten har senare inkluderats på samlingsalbumen Ola Magnell: 1974–1987 (1994) och Guldkorn (2000). Den har också tolkats av Benneth Fagerlund och Max Schultz på tributalbumet Påtalåtar - en hyllning till Ola Magnell (2005) samt av Maria Pihl på albumet Maria Pihl Sings Ola Magnell (2009).

## Låtlista
1. "Malvina utan mörker"
2. "Benkes bar"

### Fotnoter
1. 1 2  ”Ola Magnell”. Svensk mediedatabas. http://smdb.kb.se/catalog/search?q=ola+magnell&sort=OLDEST. Läst 25 januari 2013.